# Piano di recupero
Un piano di recupero è un atto di modifica ad un piano regolatore generale comunale eseguita in vigenza di una legge regionale e si esegue successivamente allo sviluppo naturale  delle zone fortemente urbanizzate da edifici e addensate di fabbricati regolarizzati con Concessioni edilizie in sanatoria rilasciate in base a condoni edilizi.
Lo scopo dei P.D.R. è quello di sopperire alla mancanza delle opere di urbanizzazione primaria e secondaria legate allo sviluppo pregresso del territorio da esigenze della collettività senza precedente pianificazione urbanistica. In compenso le zone fortemente addensate recuperate, con l'approvazione dei Piani di recupero assumono la classificazione di zona omogenea B della zonizzazione del PRG del D.M. 2/4/1968, con possibilità delle destinazioni d'uso previste, diverse da quelle del condono. Inoltre, è possibile utilizzare la volumetria del lotto/comparto dei piani di recupero per nuove costruzioni. 